# Standard Chartered
Standard Chartered plc er en britisk multinational bankkoncern med hovedkvarter i London. den driver et netværk med over 1.200 filialer på tværs af mere end 70 lande. Bankforretningen er universel og målrettet private, erhverv og institutionelle banker.
Standard Chartered har en primær børsnotering på London Stock Exchange, hvor den er en del af FTSE 100 Index. Desuden har de sekundær børsnotering på Hong Kong Stock Exchange og National Stock Exchange of India.
Standard Chartered blev etableret ved en fusion i 1969 imellem de to banker: Chartered Bank of India, Australia and China og Standard Bank of British South Africa.